# Express 4
HSC Express 4 er en katamaranfærge, der var bestilt til bygning hos Austal Yard i Henderson, Western Australia og blev afleveret til Molslinjen i januar 2019.

## Historie
Den 23.juni 2016 meddelte Molslinjen i en pressemeddelelse, at man havde indgået aftale med Austal Yard i Fremantle om bygning af en ny katamaranfærge, der er planlagt til aflevering hos Molslinjen i 2018/19 og indsættelse i drift snarest muligt. I samme anledning blev det meddelt, at den nye katamaranfærge ville få navnet "KatExpress 4", samt at der i forbindelse med indbygget en option på levering af et lignende søsterskib fra samme værft. Den nye katamaranfærge er anderledes i sit udseende, da Austal Yard bygger katamaranfærger efter Small Water Area Twin Hull (SWATH) designet.